# Sylvia Fowles
Sylvia Shaqueria Fowles (6 de octubre de 1985, Miami, Florida) es una exjugadora de baloncesto estadounidense que jugó con el Chicago Sky y las Minnesota Lynx.
En 2015, Fowles ganó el campeonato de la WNBA con las Lynx, siendo nombrada MVP de las Finales de la WNBA, hecho que repitió en 2017 tras vencer 3-2 en la final a Los Angeles Sparks.

## Trayectoria

### Jugadora

#### WNBA
- Chicago Sky (2008-2014)
- Minnesota Lynx (2015-2022)

#### Resto del Mundo
- Spartak Región de Moscú (2008-2010)
- Galatasaray Medical Park  (2010-2013)
- Shanghai Octopus (2013-2015)
- Samsun Canik Belediyespor (2015)
- Beijing Great Wall (2015-2017)

## Galardones y logros

### Títulos en WNBA
- Campeona de la WNBA (2): 2015 y 2017
- Campeona de la Conferencia Este (1): 2014
- Campeona de la Conferencia Oeste (3): 2015, 2016 y 2017

### Títulos en el Resto del Mundo
- Campeona de la Euroliga (2): 2009 y 2010
- Campeona de la Supercopa de Europa (2): 2009 y 2010
- Campeona de la Liga China (2): 2016 y 2017
- Campeona de la Copa de Turquía (3): 2011, 2012 y 2013

### Distinciones individuales
- MVP de las Finales de la WNBA (2): 2015 y 2017
- MVP de la Temporada de la WNBA (1): 2017
- All-Star (4): 2009, 2011, 2013 y 2017
- Mejor Quinteto de la WNBA (2): 2010 y 2013
- Segundo Mejor Quinteto de la WNBA (3): 2011, 2012 y 2016
- Mejor quinteto defensivo de la WNBA (6): 2010-2012, 2014, 2016 y 2017
- Mejor Defensora de la WNBA (3): 2011, 2013 y 2016
- Mejor quinteto de rookies de la WNBA (1): 2008
- Máxima Reboteadora de la WNBA (1): 2013
- Máxima Taponadora de la WNBA (2): 2010 y 2011